# Mike Rowe
Michael "Mike" Gregory Rowe (Baltimore (Maryland), 18 maart 1962) is een Amerikaans commentator, zanger en presentator; thans geniet Rowe bekendheid door het populaire programma Dirty Jobs.

## Persoonlijk leven
Michael Gregory Rowe werd geboren op 18 maart 1962 te Baltimore in de Amerikaanse staat Maryland. Rowe volgde onderwijs aan onder andere de Overlea High School in Baltimore en de Essex Campus van het Community College of Baltimore en hij sloot zijn schoolloopbaan af aan de universiteit van Towson in Maryland.

## Beroepsleven
Mike Rowe zong in de opera van Baltimore en werkte voor de thuiswinkelorganisatie QVC, alwaar hij diverse producten verkocht in de vroege jaren 90. Hier werd zijn humoristische talent opgemerkt doordat hij de spot dreef met bellers en de producten die hij trachtte te verkopen. Hierna heeft Rowe nog vele shows gepresenteerd waaronder: Worst Case Scenarios voor de omroep TBS, The Most voor The History Channel en Egypt Week Live! voor Discovery Channel.
Van 2001 tot 2005 presenteerde Rowe het programma Evening Magazine op KPIX-TV in San Francisco. In dit programma lanceerde hij een nieuw onderdeel, genaamd: "Somebody's Gotta Do It", waarin hij een aantal onprettige beroepen belichtte, dit concept groeide later uit in het programma Dirty Jobs.

### Dirty Jobs
Mike Rowe is buiten de Verenigde Staten toch vooral het bekendst geworden met zijn programma Dirty Jobs. Naar eigen zeggen werd hij geïnspireerd door zijn vader en is het programma ook een eerbetoon aan zijn vader. In het programma neemt een werknemer Rowe mee op een normale werkdag als zijn assistent. Rowe doet alles wat van hem gevraagd wordt, ondanks het feit dat het doorgaans gevaarlijke, enge en smerige klussen zijn. Hoewel er bijna altijd grappen worden gemaakt tijdens de opnames tonen Rowe en zijn team altijd waardering en respect voor de personen die de 'Dirty Jobs' dagelijks uitvoeren. Rowe benadrukt ook telkens weer dat dit soort werk moet worden gedaan om de moderne manier van leven mogelijk te maken.

### Woordvoerder
Rowe is onder meer woordvoerder voor Epic Pharmacy, een vereniging voor onafhankelijke apotheken in Baltimore en voor W.W. Grainger, een bedrijf gespecialiseerd in diverse non-food producten voor de industriële markt gevestigd in Chicago.

## Commentaar
Naast zijn werk voor het programma Dirty Jobs verzorgt Rowe het commentaar voor: American Chopper, American Hot Rod, Deadliest Catch, Gold Divers, Drydock: A Cruise Ship Reborn, Southern Steel, Powertool Drag Racing, Scavengers Rock, Ghost Hunters en nog andere programma's bij Discovery. Rowe presenteerde eveneens het jaarlijks terugkerende "Shark Week" bij Discovery in 2006.